# Stethorrhagus lupulus
Stethorrhagus lupulus är en spindelart som beskrevs av Simon 1896. Stethorrhagus lupulus ingår i släktet Stethorrhagus och familjen flinkspindlar. Inga underarter finns listade i Catalogue of Life.